# Tadeusz Makiewicz
Tadeusz Makiewicz (ur. 18 września 1945 w Rzgowie, zm. 15 lutego 2019 w Poznaniu) – polski archeolog, profesor nauk humanistycznych. Specjalizował się w archeologii powszechnej oraz epoce żelaza.

## Życiorys
Syn Władysława i Leonardy. Stopień doktorski uzyskał w 1976 na podstawie pracy pt. Osadnictwo kultury przeworskiej w rejonie Jeziora Pokoskiego (promotorem był prof. Lech Leciejewicz. Habilitował się w 1984 na podstawie oceny dorobku naukowego i rozprawy pt. Formy kultu bóstw domowych w starożytnej Europie. 17 maja 2006 roku decyzją prezydenta RP otrzymał tytuł naukowy profesora. 
W latach 2001–2007 pełnił funkcję prezesa Stowarzyszenia Naukowego Archeologów Polskich.
Był recenzentem 4 prac doktorskich, oraz promotorem kolejnych 7 prac doktorskich i członkiem korespondentem Deutsches Ar-chäologisches Institut.
W 1998 odznaczony Srebrnym Krzyżem Zasługi.